# فوسو، آیچی
فوسو، آیچی (به لاتین: Fusō, Aichi) یک منطقهٔ مسکونی در ژاپن است که در بخش نیوا، آیچی واقع شده‌است. فوسو ۱۱٫۱۸ کیلومترمربع مساحت و ۳۳٬۸۳۳ نفر جمعیت دارد.